# Centro de Estudiantes de Ciencias Sociales (Universidad de Buenos Aires)
El Centro de Estudiantes de Ciencias Sociales (C.E.C.So.) es la herramienta gremial de los estudiantes de la Facultad de Ciencias Sociales de la Universidad de Buenos Aires.
Junto a los demás centros de estudiantes de la UBA, es miembro de la Federación Universitaria de Buenos Aires (FUBA). El centro agrupa al conjunto de estudiantes de la totalidad de las carreras de grado dictadas en la facultad (Ciencias de la Comunicación, Ciencia Política, Sociología, Relaciones de Trabajo y Trabajo Social).
Desde septiembre del 2024 el CECSo es conducido por la Lista 15, conformada por los frentes La 15 y Acción x Sociales (AxS).

## Historia

### Primeros años y hegemonía de la Franja Morada (1989-1994)

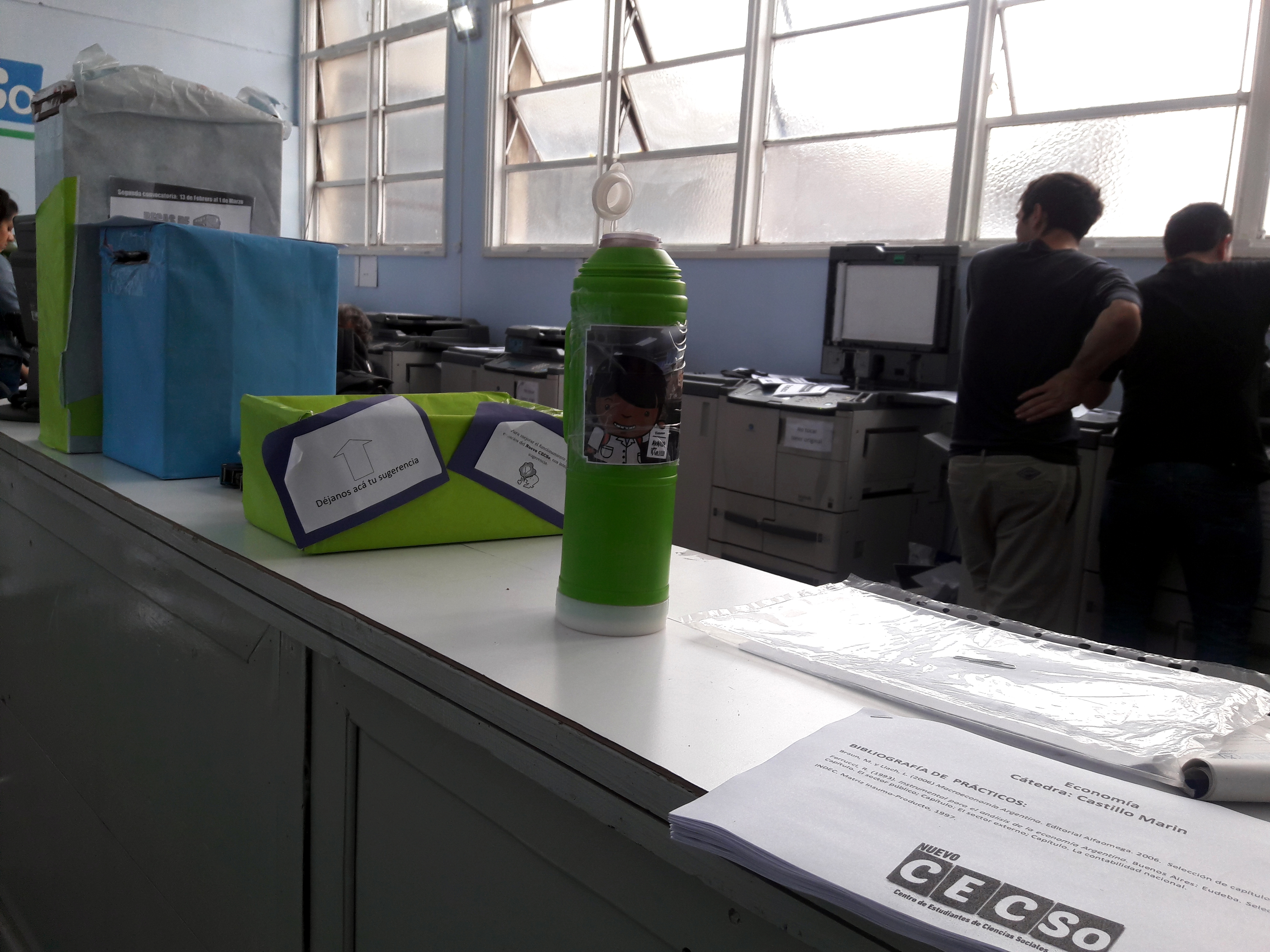
Fotocopiadora dentro de la facultad administrada por el CECSo.

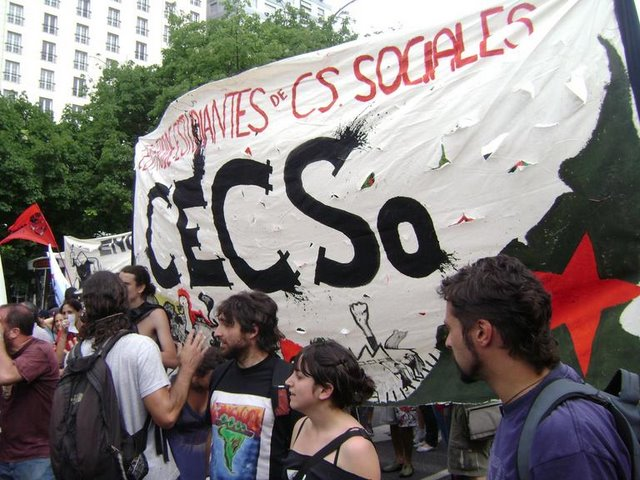
Bandera del CECSo desplegada durante una marcha por las calles de Buenos Aires (2008).

Fundado en 1989, a los pocos meses de creada la facultad (1988), estuvo en manos de la Franja Morada hasta el año 1995.
Desde 1995 a 1997 gobernó el "Frente de Unidad”, conformado por las agrupaciones "MOVES" (Frente Grande), "El MATE" (Peronistas de izquierda, Guevaristas, Cristianos revolucionarios) "FICSO" (Socialdemócratas) y "AUTOGESTIÓN" (Socialistas).
Esta última estaba conformada por un sector de la Juventud Socialista nucleada alrededor de dirigentes como Alfredo Bravo, Oscar González, Jorge Rivas y Ariel Basteiro (quienes años más tarde se incorporaran al "Kirchnerismo"). Ellos impulsaban, a nivel nacional, la unidad de los Socialistas con el Frente Grande y otras expresiones del "campo popular" para enfrentar las políticas privatizadoras del gobierno de Carlos Menem; y a nivel universitario la conformación de un frente que aglutine a peronistas, grupos de izquierda, socialistas, comunistas, socialcristianos, etc. con el objetivo de derrotar a la agrupación radical Franja Morada (UCR).
Algunos de sus referentes fueron Rafael Klejzer, Julio Alvarez y Diego Fontanarrosa. Este último integró el "Centro de Estudiantes de la Facultad de Ciencias Sociales" (C.E.C.So.), Universidad de Buenos Aires, desde la "Secretaría de Acción Comunitaria" (1993/1994).[1]
A partir de 1998 la agrupación Franja Morada (UCR) y el Moves (Frepaso) conformaron el frente “La Alianza”, en sintonía con lo que era “La Alianza” a nivel nacional (UCR-Frepaso). Dicho frente ocupó la presidencia del centro desde su conformación hasta su definitiva desaparición luego de la derrota electoral del año 2000.

### El MRS al frente del CECSo (2000-2003)
Durante las elecciones de claustro de 1999 se produjo un episodio donde se quemaron las urnas de dicho acto electoral. El desgaste de la Franja Morada era evidente y ante un resultado muy ajustado a favor del oficialismo (con votos cuestionados que provenían del CBC) se produjeron protestas y acusaciones de fraude por parte del conjunto de la oposición. Finalmente, la Franja Morada retuvo el centro y la mayoría en claustros por escaso margen.
En año 2000 triunfa el “Movimiento de Refundación de Sociales” o MRS que estaba conformado originalmente por las agrupaciones El Mate, Venceremos, MST, CEPA, El Andamio en el MUI, TER, La Cooke y otras agrupaciones más pequeñas con intervención en una sola carrera como La Zona, Tiempos Modernos y Lucía Cullen.
El objetivo de dicha fuerza pasaba por eliminar los militantes rentados de los espacios de gestión del centro y abrirlos al conjunto del estudiantado. Se proponía pasar de un modelo “burocrático” de secretarías a uno donde pudieran “participar estudiantes y no solo las agrupaciones”. También tenía como propuesta iniciar un proceso estatuyente que nunca fue iniciado.

#### Crisis del MRS
Después de años de conducción el M.R.S. entró en crisis. El presunto incumplimiento con muchas de las promesas de campaña (como la cuestión de dotar de estatuto al CECSo), la formación de “bolsas de trabajo” denunciadas por la oposición como poco claras y el crecimiento del desprestigio de los órganos representativos, durante la crisis del 2001, llevaron a la crisis y desintegración de M.R.S.. Esto último se vio reflejado en el conflicto por la elección directa de director en la Carrera de Sociología, donde las agrupaciones integrantes del M.R.S. tuvieron importantes diferencias con sectores de izquierda del estudiantado.
A esto se sumó el conflicto de la toma del rectorado, protagonizado por estudiantes de la facultad, que llevó a una verdadera ruptura dentro de las agrupaciones de la conducción. La oposición salió a denunciar el rol “poco claro” jugado por la conducción durante el conflicto (que tenía como una de sus reivindicaciones un edificio único para la Facultad de Ciencias Sociales).
En octubre de 2002 debían convocarse elecciones de comisión directiva para el periodo 2003 pero por la toma del rectorado y la crisis interna que empezaba a vivir el MRS, las mismas no pudieron realizarse. El centro entró en un periodo de varios meses sin gestión electa.
Finalmente, en mayo de 2003 se celebran elecciones de comisión directiva. Las agrupaciones de lo que era el MRS se presentan divididas por lo cual quedan bastante lejos de los primeros lugares. La elección es ganada por La Vertiente (agrupación que en ese entonces estaba vinculada al partido político de nivel nacional ARI) pero muy cerca terminan el frente ESA!+Venceremos integrado por el Partido Obrero, el MST y la Venceremos (estos dos últimos habían formado parte del M.R.S pero se habían retirado de la conducción años anteriores).

### Breve conducción de La Vertiente (mayo-octubre de 2003)
El mandato de La Vertiente al frente de la presidencia fue el más corto de la historia del CECSo, sólo seis meses de gestión (siendo lo normal un periodo de un año).

### Presidencia de OKTUBRE (2003-2008)
En octubre de 2003 vuelven a realizarse elecciones triunfando un frente de partidos de izquierda y agrupaciones independientes llamado “OKTUBRE” (en referencia a uno de los discos de la popular banda de rock argentina: “Patricio Rey y sus Redonditos de Ricota”). Dicho frente estaba integrado, al momento de asumir por primera vez la presidencia, por el Partido Obrero, el Partido de los Trabajadores Socialistas (PTS), el MST, El Viejo Topo y la TUN 29 de MAYO. Al año siguiente se le sumarían Praxis y el MAS. . La mayoría de los integrantes del frente son de ideología trotskista.
La nueva gestión se destaca por eliminar la “bolsa de trabajo” de los espacios de gestión, se instaura un sistema de sorteo público de becarios. Las asambleas de estudiantes pasan a tener un rol fundamental en la organización del CECSo bajo la gestión de izquierda. Las Secretarías se mantienen pero surgen a su vez “comisiones de base” con tareas específicas.
La nueva gestión de izquierda pasa a tener como objetivo principal la adhesión del centro a las luchas o conflictos tanto a nivel facultad como universitario y nacional que pudieran estar dándose en otros ámbitos. El centro es solidario con sectores obreros planteándose la unidad “obrero-estudiantil”.
En 2005 se produce un significativo conflicto producto de lo que empezó como un paro docente y derivó en varios días de toma de las sedes de la facultad. Se produce, por primera vez desde que OKTUBRE está en el centro, el primer conflicto que involucra a un sector amplio del estudiantado.
En las elecciones de 2005, OKTUBRE pierde la mayoría estudiantil en el claustro. A principios de 2006 el MST-Alternativa se va de OKTUBRE. En octubre de 2006, y una semana antes del acto electoral, se retira la agrupación independiente “El Viejo Topo” del frente. OKTUBRE vuelve a ganar las elecciones pero con una armado interno bastante diferente al que tenía años anteriores (por la ya mencionada partida de varias fuerzas políticas que lo integraban).
En 2007 vuelven a presentarse la mayoría de las agrupaciones que integraban el viejo “F.E.U.” y Oktubre renueva su mandato por un año más. La agrupación “La Vallese” desconoce la elección por poco clara y se retira del CECSo creando una gremial estudiantil alternativa.

### Presidencia de EL TREN - LA JUNTADA (2008-2013)
Durante 2008, se produce un nuevo periodo de protestas dentro de la Facultad. parte de los estudiantes toman, durante algunos días, la totalidad de las sedes de la Facultad de Ciencias Sociales. En el transcurso del conflicto, vuelven a producirse algunas diferencias entre sectores del estudiantado y la conducción de izquierda.
En noviembre de 2008 se celebran elecciones de comisión directiva del CECSo. En estas elecciones vuelven a participar la mayoría de las agrupaciones que integraban el F.E.U. Sólo la agrupación “La UES”, escisión de “La Vallese”, mantiene su decisión de no participar en estos comicios por considerarlos irregulares.
Oktubre vuelve a fracturarse por diferencias en torno a la caracterización del llamado “conflicto del campo”. Izquierda Socialista (exMST 2) es retirada del frente generándose lo que para algunos fue un “debilitamiento” del mismo.
Las elecciones de 2008 son ganadas por un frente de “izquierda independiente” llamado “El Tren”. Este frente está integrado por las agrupaciones “Contrahegemonía” (Corriente Universitaria Julio Antonio Mella), La Mala Educación y Agrupación Universitaria Prisma.
Durante 2010 se produce un nuevo periodo de protestas dentro de la Facultad, parte de los estudiantes toman, durante 45 días, la totalidad de las sedes de la Facultad de Ciencias Sociales. En el transcurso del conflicto, vuelven a producirse algunas diferencias entre sectores del estudiantado y la conducción de izquierda.
El 1 de septiembre de 2010 se decide la toma de las tres sedes de la Facultad. Se realizan cortes de calles y clases públicas. El 12 de octubre los estudiantes toman el Palacio Pizzurno, sede del Ministerio de Educación.
El 13 de octubre de 2010, luego de 45 días de toma, se firma un papel (no era un papel oficial, ni estaba membretado, era un simple papel impreso) en el Rectorado de la UBA con el decano de la Facultad, Sergio Caletti, el rector de la UBA, Rubén Hallú, y el secretario de Políticas Universitarias, Alberto Dibbern, donde se deja por escrito que el gobierno nacional va a continuar con las obras en el edificio único, y que se va a financiar el 30 % del total restante en el año 2011. El Ministerio de Planificación de la Nación, que es quien financia la obra, había ratificado ante el centro de estudiantes y variadas agrupaciones estudiantiles el compromiso del gobierno nacional con la finalización de la obra, a pesar de lo cual las medidas de fuerza continuaron, con el marco de múltiples tomas de colegios secundarios en la Capital Federal. En ese momento aún no había finalizado la segunda etapa de la construcción del edificio único, y lo que exigían las agrupaciones que encabezaron la toma era que se garantizara la financiación de la siguiente etapa, que aún no podía empezar. Vale aclarar que la promesa por el edificio único para Sociales llevaba años sin cumplirse. Las obras de la segunda etapa finalizaron a fines de 2010, y a principios de 2011 se mudaron las carreras de la sede Parque Centenario de la Facultad a la sede nueva. La licitación ya fue realizada y se encuentra en proceso de análisis.
En diciembre de 2010 se celebran elecciones de comisión directiva del CECSo.
Las elecciones son ganadas por un frente conformado por “La Juntada” (integrado por: “Contrahegemonía”, “La Mala Educación”, “El Andamio”, “Socialismo Libertario” y “Un Sólo Grito”) y “El Viejo Topo” (CAUCE UBA).
En octubre de 2011 se realizan nuevas elecciones de CECSo, de las que resulta reelecto el frente de La Juntada + VT Cauce a quienes se suma el FER. En tanto los dos frentes kirchneristas (“SUMÁ” y “Sociales por el proyecto nacional”) van juntos y por otro lado se arma un frente que incluye a todas las agrupaciones troskistas y anarquistas llamado “La Izquierda al Frente”. Por su parte “El Mate” y el “Movimiento Universitario de Izquierda” (MUI), de ideología comunista, conforman un nuevo frente y las fuerzas representadas por el FAP a nivel nacional van separadas.
En octubre de 2012 se realizan las elecciones. El frente conformado por La Juntada + El Viejo Topo (CAUCE UBA) + La Brújula, pasa a llamarse “El Empuje”, mientras que al de La UES + La Cámpora se suma El Mate. Por su parte, las agrupaciones Izquierda Socialista y la 29 de mayo se retiran de La Izquierda al Frente y se presentan en soledad. La Bravo y Nuevo Sociales deciden ir juntos bajo el nombre de “Sociales por el cambio”. Las elecciones son ganadas nuevamente por El Empuje.

### Presidencia de La Izquierda al Frente (2013-2014)
En el año 2013 recupera el centro de estudiantes el frente de agrupaciones de izquierda (principalmente troskistas) liderado por el Partido Obrero y el PTS bajo el nombre de La Izquierda al Frente, con un claro anclaje en el “Frente de Izquierda”, alianza de la izquierda que compite en las elecciones nacionales. Este frente es una reedición del viejo frente “Oktubre”, que fue conducción entre los años 2003 y 2008. Los resultados fueron en primer lugar la Izquierda al Frente con el 31,01 % de los votos, en segundo lugar El Empuje (La Mella y aliados) con 27, 69 % y en tercer lugar el kirchnerismo (Vamos Sociales + La UES) con el 25,36 %.
En 2014 revalidará su conducción La Izquierda al Frente, sacando el primer lugar con un 23,70 % de los votos. La particularidad de esta elección es que La UES y Vamos Sociales fueron por separado, cosechando la primera un 19,13 % para salir en segundo lugar, y un 18,24 los segundos, para salir en tercer lugar. En cuarto lugar quedaría El Vendaval (La Mella y aliados) con 17,01 %. Durante este año se destacaría el acompañamiento del centro de estudiantes a conflictos obreros como Gestamp, Donnelley y Lear, movilizándose con los trabajadores en sus distintas protestas y repudiando la represión del gobierno nacional, así como exigiendo la libertad de los detenidos.

### Presidencia de La UES+Proyecto Sociales (2015-2017)
Las elecciones del año 2015 arrojaron la mayor novedad en muchos años: el frente conformado por el kirchnerismo “ampliado” de Avanza La UES + Proyecto Sociales (La Cámpora, El Mate en Nuevo Encuentro, La Trinchera, Megafón-PM y otros) gana las elecciones del CECSo con un 47,19 % de los votos. En segundo lugar quedó La Izquierda al Frente con un 30,25 % y en tercer lugar El Vendaval con un 13,18 %.
Con un resultado imponente, el peronismo-kirchnerismo logra ganar por primera vez un centro de estudiantes en la UBA, luego de 12 años de gobernar el país y en el año en que culmina su mandato la principal dirigente de ese movimiento y presidenta de la Nación, Cristina Fernández de Kirchner.
Las elecciones para Consejo Directivo arrojaron guarismos similares, obteniendo el peronismo-kirchnerismo los representantes por la mayoría estudiantil, y La Izquierda al Frente un representante por la minoría estudiantil. La Unidad Estudiantil o UES se presenta enteramente con el título de “Avanza La UES Nacional y Popular: la centro izquierda de Sociales”.
La composición de fuerzas en el CECSo se mantuvo semejante en el 2016. Sin embargo, el escrutinio de dichas elecciones se vio atravesada de barrabravas ajenos a la Facultad y que impedían el paso al mismo. La oposición denunció a la conducción como antidemocrática por dicha intervención. El frente conjunto de Avanza La UES + Proyecto Sociales mantuvo la conducción por un segundo año.
El resto del 2017 el CECSo estuvo atravesado de mucha participación en las calles que diferentes episodios de la política nacional suscitaban. El CECSo publicó su adherencia y marchó por la defensa de los docentes en lo que fue las jornadas de huelgas docentes de la Marcha Federal Educativa y la Escuela Itinerante frente al Congreso; también lo hizo en contra del 2 × 1 para los criminales de lesa humanidad; contra los despidos y recortes en el CONICET; y en el reclamo de justicia por Santiago Maldonado.

### Elecciones 2017: quiebre de la conducción, gana La UES
Poco antes de las elecciones del 2017 que sucedieron en la semana del 11 de septiembre, el frente unido de Avanza La UES + Proyecto Sociales se rompe. La ruptura se debió en parte a que La UES recibió plata en efectivo por parte del secretario de Hacienda, dependiente del rectorado de la UBA, y también titular de la UCR capital federal, Emiliano Yacobitti. Se suma a eso la discordancia de qué candidato a decano de la Facultad se iba a apoyar. La UES decidió votar por Carolina Mera (hasta el momento directora del Instituto de Investigaciones Gino Germani) ya que con ella podían mantener un diálogo que con Glenn Postolski (decano hasta el momento) habían perdido. La candidatura de Mera fue apuntalada por nombres del reformismo “extendido” que aúnba fuerzas del radicalismo, el peronismo burocrático, el socialismo del MNR e independientes. Según La UES, Postolski no tenía en consideración ni daba importancia a la palabra de los representantes estudiantiles, por lo que hacer gestión con él les resultaba imposible. También se lo acusó de una creciente precariedad edilicia y mobiliaria en la Sede Constitución y por el 0 % de presupuesto para la Facultad que acató en el Consejo Superior. Para la oposición, representantes cercanos a La UES en el Consejo Directivo fueron los que votaron a favor del mencionado presupuesto.
Por el otro lado, Proyecto Sociales, decidió mantener su apoyo a la candidatura de Postolski, debido a que él representaba una traba definitoria para el avance del reformismo “extendido” y la influencia del rector de la Universidad, Alberto Barbieri, acusado de dejar pasar los programas de ajuste a la educación pública que se promovían desde la política nacional de Cambiemos al interior de la Universidad, especialmente sobre las carreras menos estratégicas para un modelo neoliberal. También, vincularon a la presidenta del centro de estudiantes con el Secretario de Hacienda y Administración, Emiliano Yacobitti, un hombre de la UCR porteña, por haber recibido dinero directamente del rectorado por una petición de renovación de 15 computadoras para el gabinete de computación del centro de estudiantes (Inaugurado por La UES en 2016). A pesar de la defensa de La UES respecto a qué como el centro de estudiantes no cuenta con personería jurídica, para mantener la legalidad, ese dinero tuvo que haber sido transmitido a una persona civil y lógicamente se decido depositar el dinero en la presidenta del centro de estudiantes, Ayelén Petracca; Proyecto Sociales sostuvo la ilegalidad de la transferencia alegando que Yacobitti optó por posicionar y financiar a La UES con la pantalla de un supuesto beneficio que dicha secretaría le negó a las autoridades de la facultad. Además, ante el argumento de que Petracca era la presidenta del centro de estudiantes, Proyecto Sociales denunció la irregularidad recordando que hasta ese momento Petracca compartía la presidencia del centro con Pablo Móbili (copresidente del centro de estudiantes) quien no fue notificado ni informado de este aporte de una secretaría clave del Rectorado. Petracca intentó liberarse de todos los prejuicios de aliada del rectorado mostrando que era candidata a la legislatura porteña por Unidad Ciudadana y contra el ajuste. Para Proyecto Sociales, lo hizo en una posición que difícilmente le hubiese permitido ser electa y llevar a los hechos esa oposición al ajuste.
Mientras tanto, quien venia siendo la primera minoría, La Mella, comenzó con la conformación de un frente llamado “Sudestada” que integraba a La Mella, La Emergente, El Viejo Topo y La Dignidad. Frente que suponía la unión clara de toda la “izquierda popular” dentro de la Facultad. Sin embargo, Sudestada no duro mucho. Tras romper con La UES, Proyecto Sociales llamó a las fuerzas de la izquierda popular a que se aliaran para impedir el avance del reformismo “extendido”. La Mella y La Emergente accedieron, mientras que El Viejo Topo y La Dignidad se rehusaron.
La segunda minoría, la izquierda trotkista, continuó con su tradicional identidad en su alianza “La Izquierda al Frente”. Ellos decidieron escapar de los debates del peronismo, kirchnerismo e izquierda popular, impulsando la elección de otro decano, Eduardo Grüner y exigiendo por la democratización de los órganos de gobierno de la Universidad, la regularización de los docentes y trabajadores de la Facultad, y terminar la construcción del Edificio Único.
Finalmente, terminaron conformadas 7 listas. La lista 16, representaba a las fuerzas peronistas sumadas a agrupaciones independientes dispuestas a dialogar al interior de la Universidad para lograr el desarrollo de la Facultad. En la lista 16 eran: Avanza La UES Nacional y Popular-MUNAP + Miles-ENPL + La Vallese-JUP + Clivaje + Alternativa Académica. Luego se ubica la lista 15, llamada “Defendamos Sociales en Unidad”, presentada como el kirchnerismo intransigente aliado con la izquierda popular, sus agrupaciones eran: Proyecto Sociales (La Cámpora, El Mate-Nuevo Encuentro, Megafón-Peronismo Militante, La Fidel-PCCE, La Brújula, La Cullen, Descamisados Los Irrompibles, Kolina) + La Mella + La Emergente + Juventud Cienfuegos + La Fede-FJC + Seamos Libres. A pesar de las diferencias respecto al interior de la Universidad, ambas listas por fuera de ella llamaban a votar a Unidad Ciudadana en contra de Cambiemos. La última lista de peso era la lista 17 “La Izquierda al Frente”, conformada por: UJS-PO + Juventud IS+ En Clave Roja-PTS + Frente juvenil Hagamos lo Imposible + Juventud Insurgente + Prisma-Estrella Roja.
Las listas de menor peso fueron: Nuevo Sociales-Espacio Reformista; La Dignidad + El Viejo Topo; En Movimiento por Sociales (MUE+CEPA+Sur); La Revuelta(MST+NuevoMAS+29deMayo).
Tras los comicios los resultados fueron:
1. Avanza La UES: 33,5 %, 5 secretarías y la presidencia;
2. Proyecto Sociales + La Mella: 29,2 %, 4 secretarías;
3. La Izquierda: 21,53 %, 3 secretarías;
4. Nuevo Sociales: 4,9 %, 1 secretaría;
5. La Dignidad + EL Viejo Topo: 4,6 %, 1 secretaría;
6. MxS: 2,63 %, 1 secretaría;
7. La Revuelta:1,99 %, sin representación.

### Elecciones 2018: Derrota de La UES
Luego de un año de mucha combatividad en las calles ante el ajuste gubernamental a distintos organismos públicos, despidos sistemáticos y el desmantelamiento de varios institutos nacionales, como también la elevación del movimiento de mujeres a estado permanente; La UES ha mantenido su movilización en defensa del sistema público a la vez que brindando variados servicios al interior de la facultad, como así la expansión de su sistema de becas (con una nueva beca de cursos de idiomas) y la construcción de un estudio de radio del Centro.
Sin embargo, sucedieron tres eventos que la desprestigio en favor de la oposición.
1. Entre junio y julio, la presidenta del CECSo, Ayelén Petracca y líder de La UES, se suma a una “Junta Representativa” de 7 presidencias de centros de estudiantes para llamar a elecciones extraordinarias para renovar la presidencia de la FUBA, la cual venía manteniendo a una copresidencia UJS+La Mella hace 5 años sin llamar a elecciones por no dar quorum al congreso de la misma. La reivindicación de La UES como una agrupación “nacional popular de centro izquierda” es descreída por las agrupaciones integrantes de este frente: LAI (Agronomía), MLI (Ingeniería), Nuevo Espacio (Económicas), Nuevo Espacio (Medicina), AFO (Odontología), Nuevo Derecho (Derecho), UES (Sociales). Este frente compuesto por un reformismo “extendido” de radicales, independientes, peronistas y socialistas, comenzó a valerle a La UES el calificativo de “colaboracionista” con el Rectorado y Cambiemos.[cita requerida] La UES respondió acusando a la UJS+La Mella de antidemocráticas, corruptas y culpables de paralizar la FUBA como vendedora de apuntes y no avanzar en otras herramientas de inclusión estudiantil. El conflicto terminó con la creación de una FUBA paralela, la “Nueva FUBA” o la “FUBA Viamonte”.
2. El segundo cuatrimestre del año comienza con un desacuerdo paritario para los docentes universitarios de dimensiones alarmantes. Esto, sumado al retroceso del poder adquisitivo del presupuesto universitario generó una radicalización de la comunidad universitaria en todo el país que estalló en múltiples tomas de universidades en el Interior y la Provincia de Buenos Aires. En la UBA, se hicieron vigilias o tomaron las Facultades de Medicina, Veterinaria, Filosofía, FADU, Exactas, Ingeniería, Bioquímica y hasta se sometió a votación la toma de Derecho (lo cual fue una eventualidad inusitada en esa facultad), antes que Sociales tomara acción alguna, gesto contratendencial a la tradición combativa de la Facultad. El 30 de agosto, todos los sindicatos docentes convocaron enérgicamente a una Marcha Nacional Universitaria por el salario docente y mayor presupuesto. La presidencia del CECSo llamó a una asamblea el 29 con el objetivo de hacer una vigilia en la facultad para salir a marchar desde la misma al día siguiente. La asamblea del 29 de agosto tuvo la participación más masiva desde la asunción de La UES en 2015. En ella La UES quedó duramente criticada por su relación colaborativa con la decana Mera, por su relación con el acusado de violencia de género Cristian Bay, por la dilatación y aminoramiento con la cual reaccionaba a los embates de ajuste del gobierno de Cambiemos y ser funcionales a atomizar la movilización estudiantil. La asamblea termina con la toma de la facultad por tiempo indeterminado y la distribución del poder gremial en varias comisiones de base.[cita requerida]
3. Finalmente, la acusación del secretario de Inclusión, Desarrollo Universitario y Bienestar, Cristian Bay por violencia de género al interior de la facultad y la abogacía al mismo demostrada por la decana Mera y La UES, desprestigio a la misma por la fuerza de las evidencias y la contradicción entre este gesto y su supuesta militancia por el movimiento de mujeres. Este tema también estuvo en debate durante la mencionada asamblea pero se extendió mucho más en el tiempo, hasta la destitución del mismo de la Facultad.[cita requerida]
Por la duración de un mes y medio del paro docente y la toma, las elecciones se atrasaron al mes de octubre. La UES perdió el apoyo de Miles y La Vallese, pero ganó el apoyo de Nuevo Sociales que días antes de las elecciones decide retirar su participación para no presentarle competencia. Mientras tanto, La Mella y “Proyecto Sociales” (suma de todas las agrupaciones kirchneristas) comienzan una estrategia de coalición “atrapalotodo” para superar a La UES a la cual se enlistan La Emergente, Sur, El Viejo Topo, Juventud Cienfuegos y La Dignidad. De esta manera se forma “La 15” (llamada así por su número de lista): una coalición heterogénea unificada por la polarización “participación de base versus burocracia estudiantil”, vista desde un lado, o, “politicismo partidario versus gestión para los estudiantes” desde el otro. La 15 se sustentó mucho en la polarización y se llenó de contenido con la consigna “Un centro participativo, feminista y autónomo”. Mientras tanto, La UES conservó una gran opinión positiva basada en su trabajo material en acrecentar el patrimonio del CECSo (local de apuntes, librería, bufet, gabinete de computación, estudio de radio) y la organización y autofinanciación de un extenso sistema de becas (transporte, apuntes, alojamiento, idiomas, guardería), como también múltiples talleres extracurriculares, todos logros expresados en su consigna “Inclusión y permanencia para los estudiantes”.
Luego la izquierda trotskista, sumando al Nuevo MAS y a la TUN 29 de Mayo a las agrupaciones del FIT, conformo la lista “Oktubre”, y abogo por una mayor pluralidad en la administración de los locales del CECSo y su Caja, como también por restituir al Centro como una herramienta de organización política para la movilización de la fuerza estudiantil contra el gobierno de Cambiemos, y lograr mediante la fuerza la democratización de los órganos de gobierno de la UBA.[cita requerida]
Finalmente, las listas pequeñas fueron Activá Sociales, Miles y MST.
Tras los comicios, los resultados y el reparto de secretarias-vocalías fue el siguiente:
1. La 15 (La Mella-Patria Grande + La Cámpora-FPV + El Mate-Nuevo Encuentro + aliados): 37,31 %; la presidencia y 6 secretarías
2. Avanza La UES (La UES-MUNAP + Alternativa Académica + Clivaje): 33,96 %; 5 secretarías
3. Oktubre (En Clave Roja-PTS + UJS-PO + IS + Nuevo MAS + TUN 29 de Mayo + Hagamos lo imposible): 19,67 %; 3 secretarías
4. Activá Sociales (Colmena + La Trinchera-CUPP + La Vallese-JUP): 4,4 %; 1 secretaría
5. MILES-ENLP: 1,63 %; sin representación
6. MST: 1,28 %; sin representación

### Elecciones 2019: El regreso de La UES
La 15 condujo el Centro entre octubre del 2018 y septiembre del 2019. Tras los comicios de la semana del 2 al 7 de septiembre de 2019 La Unidad Estudiantil se volvió a consagrar como la presidencia del CECSo. A lo largo de su año de conducción, La 15 avanzó en iniciativas feministas como el Punto Violeta. Sin embargo, su gestión redujo notablemente el patrimonio material del CECSo: se desmanteló la librería y el estudio de radio, las becas se contrajeron, y los apuntes se encarecieron. A su vez, la expectativa de politización y mobilización unida del estudiantado que generó la toma de la Facultad de septiembre del 2018, hito que enalteció a La 15 a la Presidencia, no fue luego sustentada a lo largo del año que le siguió. Solo se convocó a una Asamblea, una reunión de la Comisión Revisora de Cuentas y dos reuniones de la Comisión Directiva. Sí se organizaron ollas populares para apoyar a los más golpeados por el ajuste y la crisis de nivel nacional, pero el estudiantado no se sintió más enlazado con la comunidad que en años anteriores.
Por otro lado, La UES manteniendo la Secretaría General del Centro y la mayoría estudiantil en el Consejo Directivo de la Facultad, pudo visibilizar e impulsar varias iniciativas que fueron percibidas positivamente. Mantuvieron manejando su feria solidaria de apuntes, organizaron una pequeña mesa-kiosco y continuaron impulsando la construcción del comedor estudiantil desde el CD de la Facultad. También, en conjunto con la Unidad de Egresados de Sociales; brindaron clases de apoyo y cursos de formación profesional (mayormente para estudiantes de RT y Ciencia Política); como también abrieron sobre la calle Carlos Calvo en la esquina de la Facultad el Centro de Graduados de Ciencias Sociales, local que compitió contra las fotocopiadoras del CECSo vendiendo apuntes a menor precio.
La campaña se desarrolló entre la nostalgia y el miedo. La UES prometía la restitución de un Centro lleno de iniciativas materiales, económicas y académicas para brindar facilidades a los estudiantes en su permanencia universitaria, sustentándose en sus logros comparativos del pasado. Continuando, el reformismo/radicalismo nucleado en Nuevo Sociales cambia su nombre a "Pensemos Sociales" y se desagrega en cinco agrupaciones, una por carrera: La Portantiero (sociología), TS en Marcha (trabajo social), Estudiantes independientes RT (relaciones del trabajo), Pragma (ciencia política) y Triádica (comunicación). Las agrupaciones de "Pensemos Sociales", fueron todas en conjunto en apoyo a La UES. Mientras tanto, La 15 suscitó el miedo por la entrada de los radicales (y por lo tanto de Cambiemos) al control de la Facultad exponiendo documentos de la UCR que apoyaban a la lista 16 (la de La UES) y también recordaron el vínculo entre La UES y el procesado por violencia de género Cristian Bay. La 15 intentó pegar el repudio estudiantil a Mauricio Macri con La UES. A pesar de ello, La UES pudo escapar de dicho intento presentándose como "nacional y popular" y apoyando la candidatura de Alberto Fernández y el Frente de Todos para las elecciones nacionales del mismo año. Finalmente, la izquierda trotskista continuó con las mismas propuestas de años anteriores, especialmente en la de hacer el espacio universitario también uno de organización política contra el capitalismo neoliberal.
Las listas prensentadas fueron: lista 16 (La UES-MUNAP, La Vallese-JUP, Alternativa Académica, Clivaje, Pensemos Sociales), lista 15 (La Mella, La Cámpora, El Mate-Nuevo Encuentro, La Cullen, La Dignidad, La Emergente, Auge (ex Sur), Megafón-Peronismo Militante, Lxs Irrompibles, La Fidel-PCCE, La Fede-PC, y Protagonistas (ex Evita y CUPP)), lista 17 (Partido Obrero, En Clave Roja-PTS, Izquierda Socialista, Hagamos lo Imposible, y MST), lista 13 (Nuevo MAS), lista 19 (TUN 29 de Mayo) 
El escrutinio de septiembre de 2019 reflejó un estudiantado que no solo quiere el involucramiento con la comunidad, sino que también demanda más asistencia y comodidad al interior de la Facultad para atravesar la experiencia universitaria.
Los guarismos fueron:
1. Lista 16. Volvemos todxs La UES. 44,58%
2. Lista 15. La 15. 34,75%
3. Lista 17. La Izquierda al Frente. 14,05%
4. Lista 13. Nuevo MAS. 4,40%
5. Lista 19. Rebelión. 1,17%
6. En blanco. 1,06

### Elecciones 2024
En las elecciones de septiembre de 2024, la alianza entre los frentes La 15 (La Cámpora, La Mella, La Emergente, La Cullen, Megafón, Auge y Puebla) y Acción x Sociales (Urbana, El Mate, JUP y La Efervescente) ganó la conducción del CECSo ante La UES y convirtió a Sociales en uno de los cuatro centros de estudiantes de la UBA ganados por el Campo Nacional y Popular. La nueva conducción se impuso con 43,19% de los votos frente al 41,46% de La UES.
La nueva presidencia del CECSo se comparte entre La Cámpora y La Mella.
1. Lista 15. La 15 + Acción x Sociales - 43,19%
2. Lista 16. La UES - 41,46%
3. Lista 17. La Izquierda al Frente - 9,55%
4. Lista 13. Ya Basta - 2,80%
5. Lista 25. Lista Ambiental - 1,46%
6. Lista 5. FEM - 0,36%

## Organización
Como no cuenta con estatuto, el CECSo tiene un funcionamiento netamente consuetudinario. Aunque gobierna una dinámica asamblearia, también consta de ciertas normas.
La Comisión Directiva es en teoría el órgano decisorio por excelencia. Todas las fuerzas que ganaron por lo menos una de las 15 secretarías-vocalías tienen voz y voto en este órgano. Las decisiones se toman por mayoría simple.[4] La Presidencia, además de representar al CECSo en todo acto y correspondencia oficial, es la encargada de convocar y moderar las reuniones de la comisión y le corresponde a la primera fuerza.
Cada una de las secretarías-vocalías, tras la negociación entre fuerzas, puede adoptar una responsabilidad específica del CECSo, sellando ese compromiso dándole un nombre a su secretaría. Una excepción a esto sucede con la Secretaría de Publicaciones, que por ser fundamental para el mantenimiento del centro de estudiantes, queda inscrita como parte de la Presidencia (fuera de las 15 secretarías-vocalías) . Por otro lado, la Secretaría General siempre le corresponde a la segunda fuerza.
La administración del patrimonio del CECSo (sus locales y bienes) generalmente está monopolizada por la primera fuerza.
La Caja es custodiada por un responsable político en cada uno de los distintos locales recaudadores (bufet, fotocopiadoras, gabinete de computación, librería) que tiene el CECSo.
El CECSo también cuenta con una Comisión Revisora de Cuentas que se encarga de la fiscalización y supervisión de la Caja/fondo social del CECSo. Esta está compuesta por 7 revisores, también electos por el estudiantado. 3 puestos le corresponden a la primera fuerza, 2 puestos le corresponden a la segunda y los otros 2 son para la tercera y cuarta fuerza.
Hay posibilidad de cortar boleta entre los candidatos de la Comisión Directiva y los de la Comisión Revisora de Cuentas. Mientras tanto, en la misma boleta de la Comisión Directiva, también se incluye la elección de 6 candidatos a delegados del CECSo para la FUBA.
Las elecciones para ambas comisiones suceden anualmente alrededor de septiembre y no son obligatorias.
El reparto de las secretarías-vocalías se realiza usando el método de resto mayor con cociente Hare en distrito único.

## Herramientas y funciones

### Herramienta política
Como la herramienta política de los estudiantes, el CECSo es un espacio de debate y opinión política donde los mismos pueden convocar a la manifestación de su voluntad y fuerza mediante diferentes medidas democráticas para la visibilidad y sensibilidad de la sociedad.
Al interior de la Facultad, es el medio por el cual el estudiantado puede conducir el reclamo de sus intereses, en cooperación con los consejeros estudiantiles, ante las autoridades institucionales de la misma.

### Secretaría de Publicaciones
La Secretaría de Publicaciones es un área de trabajo dedicado a la fotocopia e impresión de material bibliográfico requerido por el estudiantado de la Facultad. El material es brindado por las cátedras de manera digital o física y el Centro Técnico Bibliográfico (CTB), dependiente de dicha secretaría, se encarga de su ordenamiento y registro para copiarlo en la mejor calidad posible. La secretaría esta radicada en tres locales de apuntes distribuidos en la planta baja, 1.er piso y 2.º piso de la Facultad.
Los puestos de trabajo de la secretaría están abiertos al estudiantado. A fin de cada año se hace un llamado a inscripciones por los puestos de trabajo que involucra completar un formulario de criterios socioeconómicos. Luego, el CECSo hace una evaluación de dichos criterios y solamente deja en competencia a aquellos postulantes que más lo necesiten. También se busca distribuir los puestos de trabajo completando cupos por discapacidad, estudiantes UBA XXII, femenino, trans. Finalmente, se hace un sorteo por Lotería Nacional para otorgar los trabajos.
Los beneficios derivados de esta secretaría se utilizan para el mantenimiento general del CECSo.

### Bufet Estudiantil
En la planta baja gestiona el Buffet Estudiantil, una cafetería y kiosco donde además se venden platos caseros y artículos de librería. 

### Gabinete de computación
Está el Gabinete de Computación en el 3.er piso del ala SG, donde se encuentran varias computadoras conectadas a internet a disposición de los estudiantes para la realización de sus trabajos prácticos. Las computadoras también están conectadas a una impresora. En el gabinete también hay servicio para cargar SUBE y crédito de celular. Frente el gabinete se encuentra un espacio con mesas y bancas pensado para la reunión de grupos de estudio.

### Sistema de Becas
Estas son becas de apuntes, transporte, alojamiento, maternidad/paternidad, idiomas, guardería, estudiantes UBA XXII que el estudiantado puede solicitar completando un formulario de situación socioeconómica en el gabinete de computación. Las becas son entregadas a los estudiantes que más lo necesiten.

### Tarjeta de descuentos
El estudiantado de la Facultad puede solicitar al CECSo en su gabinete de computación una tarjeta de descuentos. Varios locales cercanos a la Sede Constitución están adheridos a esta tarjeta. Entre los mismos se encuentran cervecerías, bares, gimnasios, librerías, chanchas, cerrajerías, peluquerías, ropa, alquiler de equipo audiovisual.

### Otras funciones
Aunque las secretarías y sus funciones pueden variar progresivamente con el tiempo y los cambios de conducción, las desarrolladas arriba son las más importantes para la función del CECSo como herramienta procuradora del satisfactorio ingreso, permanencia y egreso de sus estudiantes en la Facultad y como medio de participación democrática de los mismos.
Los cursos de apoyo, los talleres de formación profesional, la intervención comunitaria en los barrios y cárceles, la participación en las vicisitudes políticas, la colaboración con el Garrahan, asambleas, festivales, son todas actividades usuales en el CECSo o entre sus agrupaciones estudiantiles.
El CECSo también tiene otras secretarías como la de: Géneros y Diversidad, Derechos Humanos, Economía popular y Articulación territorial, Recreación y Deportes, Universidad y Movimientos sociales, Prácticas profesionales, Bienestar estudiantil, etc; desde donde esporádicamente se organizan distintas actividades estudiantiles. Se da mucha libertad a las agrupaciones estudiantiles de la Facultad para organizar particularmente eventos de múltiple naturaleza y temática.
El CECSo también brinda wi-fi en diferentes puntos de la Sede Constitución, una estación de carga para celulares y una feria de apuntes.
También, el CECSo procura la aplicación del Reglamento Académico y de las resoluciones del Consejo Directivo que puedan ser de interés para los estudiantes, en defensa de los derechos institucionales que le corresponden a los mismos.